# 永瀬廉
永瀬 廉（ながせ れん、1999年〈平成11年〉1月23日 - ）は、日本のアイドル、歌手、俳優、タレント。男性アイドルグループ・King & PrinceおよびMr.KINGのメンバー。愛称は「れんれん」。「全角度国宝級」の異名を持つ。
東京都出身。所属事務所はKing & Prince株式会社で、STARTO ENTERTAINMENTとグループエージェント契約を締結している。

## 来歴
幼稚園の年長から小学2年、そして小学校6年から高校1年まで大阪で育つ。2011年、12歳の時に母親が本人に内緒で履歴書を送り、オーディションを経て同年4月3日にジャニーズ事務所に入所し、関西ジャニーズJr. として活動を開始。同年、関西ジャニーズJr.内ユニット・Aぇ少年のメンバーとして活動したり、2012年には西畑大吾、大西流星とユニット・なにわ皇子を結成する。
2015年、家族の転勤で東京に移住。同年6月5日に結成された期間限定ユニット・Mr.King vs Mr.Princeのメンバーに選ばれ、2016年以降はMr.KINGとして活動を続ける。
2017年4月から明治学院大学社会学部に進学。
2018年5月23日、King & Princeとしてシングル『シンデレラガール』でCDデビュー。
2019年、映画『うちの執事が言うことには』の烏丸花穎役で映画初主演、フジテレビ系スペシャルドラマ『FLY! BOYS, FLY! 僕たち、CAはじめました』でテレビドラマ初主演を務める。
2021年1月、主演映画『弱虫ペダル』で、第44回日本アカデミー賞 新人俳優賞を受賞した。同年5月、『おかえりモネ』にて及川亮役で、連続テレビ小説初出演。同年11月、第38回 ベストジーニスト 一般選出部門を初受賞。
2022年1月、『わげもん〜長崎通訳異聞〜』でNHKドラマ初主演。本格時代劇に初挑戦となる。同年7月、『新・信長公記〜クラスメイトは戦国武将〜』で主演・織田信長役を務め、同年10月、第26回日刊スポーツ・ドラマグランプリ 夏ドラマ 主演男優賞を受賞した。
2023年9月15日、明治学院大学社会学部社会学科を本日付けで卒業した事を自身のブログで報告した。
2024年1月23日、個人公式Instagramを開設した。

## 人物
明治学院大学に進学したのはSexy Zoneの中島健人に勧められたことがきっかけであり、以降も交流が続いている。また、Kis-My-Ft2の玉森裕太とも舞台で共演したことを機に、CDデビュー日を祝ってもらったり、家に泊まったりするなどプライベートでも交流があり、「玉さん」と呼んで慕っている。嵐の二宮和也とHey! Say! JUMPの山田涼介とはゲーム仲間。同期組のなにわ男子・西畑大吾、Aぇ! group・正門良規とは入所日から現在に至るまで固い絆で結ばれている。3人初のコラボ楽曲「染み」はアルバム『Re:ERA』に収録。
小学校3年生から5年生までフットサル、小学6年生から中学2年生までクラブでサッカーをやっていた。
2020年、女性ファッション誌『ViVi』（講談社）の名物企画「ViViの国宝級イケメンランキング」で2020年上半期・下半期連続で「NOW部門1位」となり、同グループの平野紫耀に続いて殿堂入りを果たす。なお、今回は全部門合計が総得票数45万票超えと過去最大の投票数となった。
特技はレディースの22インチ（約56cm）スキニーデニムを履きこなせること。『櫻井・有吉 THE夜会』（TBS系）にて披露、信じがたいほどのスタイルの良さに「悲鳴」を上げる女性ファンが続出する事態となった。
2022年1月1日放送のバラエティ番組『King & Princeる。』（日本テレビ系）で「風船200個を釘で割る最速記録」に挑戦し、12秒10の新記録を達成、ギネス世界記録保持者となった。

## 受賞歴
2020年度
- 2020年上半期・下半期ViVi国宝級イケメンランキング1位（連覇達成により殿堂入り）
- 第44回日本アカデミー賞 新人俳優賞（『弱虫ペダル』）

2021年度
- 第38回ベストジーニスト 一般選出部門
- TVstation ドラマ大賞 2021 助演男優賞（『おかえりモネ』）

2022年度
- 第26回日刊スポーツ・ドラマグランプリ 夏ドラマ 主演男優賞（『新・信長公記〜クラスメイトは戦国武将〜』）

2023年度
- TV station ドラマ大賞 2023 助演男優賞（『夕暮れに、手をつなぐ』）
- トップカバーアワード2023 大賞

2024年度
- 第28回日刊スポーツ・ドラマグランプリ 春ドラマ 主演男優賞（『東京タワー』）
- 第28回日刊スポーツ・ドラマグランプリ 冬ドラマ 主演男優賞（『御曹司に恋はムズすぎる』）

## 出演
※役名の太字は主演作品

### テレビドラマ
- 信長のシェフ（2013年1月11日 - 3月15日、テレビ朝日） - 森蘭丸 役[46]
- 俺のスカート、どこ行った?（2019年4月20日 - 6月22日、日本テレビ） - 明智秀一 役[47]
- FLY! BOYS, FLY! 僕たち、CAはじめました（2019年9月24日、関西テレビ・フジテレビ） - 主演・朝川千空 役[16]
- 連続テレビ小説 おかえりモネ 第6回 - 第120回（2021年5月24日 - 10月29日、NHK総合） - 及川亮 役[48]
- わげもん〜長崎通訳異聞〜（2022年1月8日 - 1月29日、NHK総合） - 主演・伊嶋壮多 役[20]
- 新・信長公記〜クラスメイトは戦国武将〜（2022年7月24日 - 9月25日、読売テレビ・日本テレビ） - 主演・織田信長 役[21]
- 夕暮れに、手をつなぐ（2023年1月17日 - 3月21日、TBS） - 海野音 役[49]
- ラストマン-全盲の捜査官-（2023年4月23日 - 6月25日、TBS） - 護道泉 役[50]
- 厨房のありす（2024年1月21日 - 3月24日、日本テレビ） - 酒江倖生 役[51][52]
- 東京タワー（2024年4月20日 - 6月15日、テレビ朝日） - 主演・小島透 役[53]
- 御曹司に恋はムズすぎる（2025年1月7日 - 3月25日、関西テレビ・フジテレビ） - 主演・天堂昴 役[54]

### 配信ドラマ
- 東京タワー 第2話「高校生編」（2024年5月18日、TELASA） - 小島透 役[55]

### 映画
- 忍ジャニ参上! 未来への戦い（2014年6月7日公開、松竹） - 回想のカザハ 役[56]
- うちの執事が言うことには（2019年5月17日公開、東映） - 主演・烏丸花穎 役[57]
- 弱虫ペダル（2020年8月14日公開、松竹） - 主演・小野田坂道 役[58]
- 真夜中乙女戦争（2022年1月21日公開、KADOKAWA） - 主演・私 役[59][60]
- 法廷遊戯（2023年11月10日公開、東映） - 主演・久我清義 役[61]
- 映画ラストマン -FIRST LOVE-（2025年12月公開予定、松竹） - 護道泉 役[62]

### 配信映画
- 余命一年の僕が、余命半年の君と出会った話。（2024年6月27日、Netflix） - 主演・早坂秋人 役[63][64]

### 劇場アニメ
- 映画ドラえもん のび太と空の理想郷（2023年3月3日公開、東宝） - ソーニャ 役[65]
- ふれる。（2024年10月4日公開、東宝 / アニプレックス） - 主演・小野田秋 役（坂東龍汰、前田拳太郎とトリプル主演）[66]

### バラエティ番組
- まいど!ジャーニィ〜（2012年10月3日 - 2015年10月11日、BSフジ）なにわ皇子時代より
- 痛快TVスカッとジャパン《胸キュンスカッと》「私が出した恋の条件」（2017年11月20日、フジテレビ）[67] - 遠藤聖 役

### 音楽番組
- 日テレ系音楽の祭典 Premium Music 2022（2022年3月30日、日本テレビ）- 司会[68]
- 日テレ系音楽の祭典 Premium Music 2023（2023年3月22日、日本テレビ）- 司会[69]
- THE夜もヒッパレ（2025年5月24日、日本テレビ） - MC[70]

### 教養番組
- とまどい社会人のビズワード講座（2023年4月6日 - 、NHK Eテレ） - メインパーソナリティ[注 1][71][72][73]

### ラジオ
- King & Prince 永瀬廉のRadio GARDEN（2019年6月13日 - 、文化放送『レコメン!』内包）[74]

### CM
- 健栄製薬
  - 「ヒルマイルド」（2020年9月12日 - ）[75]
  - 「手ピカジェル」（2021年5月26日 -）[76]
  - 「ル・マイルド」（2022年10月1日 - ）[77]
- 本田技研工業「Hondaハート」（2022年2月28日 - ）[78]
- フェレロ・ロシェ（2024年10月2日 - ） - ブランドアンバサダー[79]
- ユニバーサルミュージック「#ぼくらの冬曲キャンペーン」（2024年12月2日 - ）[80]
- 味の素冷凍食品「AJINOMOTO. ギョーザ」（2025年4月2日 - ）[81]

### 舞台
- DREAM BOYS（2014年9月4日 - 30日、帝国劇場）[82]
- 2015新春 JOHNNYS' World（2015年1月1日 - 27日、帝国劇場）[83]
- ジャニーズ銀座 2015（2015年4月24日 - 4月26日・5月30日 - 6月1日、シアタークリエ）[84]
- Johnny's IsLAND（2019年12月8日 - 2020年1月27日、帝国劇場）

### コンサート
- 関西ジャニーズJr. 『春休みスペシャルコンサート2014』（2014年3月1日 - 25日、大阪松竹座）[85]
- 関西ジャニーズJr. 『X'mas Show 2014』（2014年11月30日 - 12月25日、大阪松竹座）[86][87]
- 関西ジャニーズJr.『春休み スペシャル show 2015』（2015年3月21日 - 31日、大阪松竹座）
- サマステ ジャニーズキング〔永瀬廉・SixTONES・Travis Japan〕（2016年8月17日 - 25日、EXシアター六本木）[88]

### イベント
- Rakuten GirlsAward 2019 SPRING/SUMMER（2019年5月18日、幕張メッセ） - シークレットゲスト[89]

## 書籍

### 雑誌連載
- Myojo「日日恋廉」（2019年10月号 -）[90]